# Bice Lombardini
Pour les articles homonymes, voir Lombardini.
Bice Lombardini est une artiste peintre italienne née à Venise au XIXe siècle.

## Œuvre
Bice Lombardini est l'auteur, en 1891, d'un portrait d'Emma Zilli, créatrice du rôle d'Alice Ford dans le Falstaff de Verdi, offert à la cantatrice lors d'un concert donné à Udine. Elle expose un Interno della chiesa di San-Marco à la Biennale de Venise de 1895. 
Probablement après la mort du compositeur en 1901, elle peint, d'après la série de clichés réalisés par le photographe ligure Pietro Tempestini lors du séjour du musicien à Montecatini Terme en 1899, le portrait de Giuseppe Verdi choisi par le musée national du Risorgimento de Turin pour illustrer les grandes figures intellectuelles de l'unification italienne et conservé par le musée des instruments de musique du conservatoire de la même ville.